# Geórgios Hatziïoannídis
Geórgios Hatziïoannídis (grec moderne : Γεώργιος Χατζηιωαννίδης) est un lutteur grec spécialiste de la lutte libre né le 22 février 1951 en Union Soviétique.

## Biographie
Geórgios Hatziïoannídis participe aux Jeux olympiques d'été de 1980 à Moscou dans la catégorie des poids plumes et remporte la médaille de bronze.